# Antoni Jurasz (chirurg)

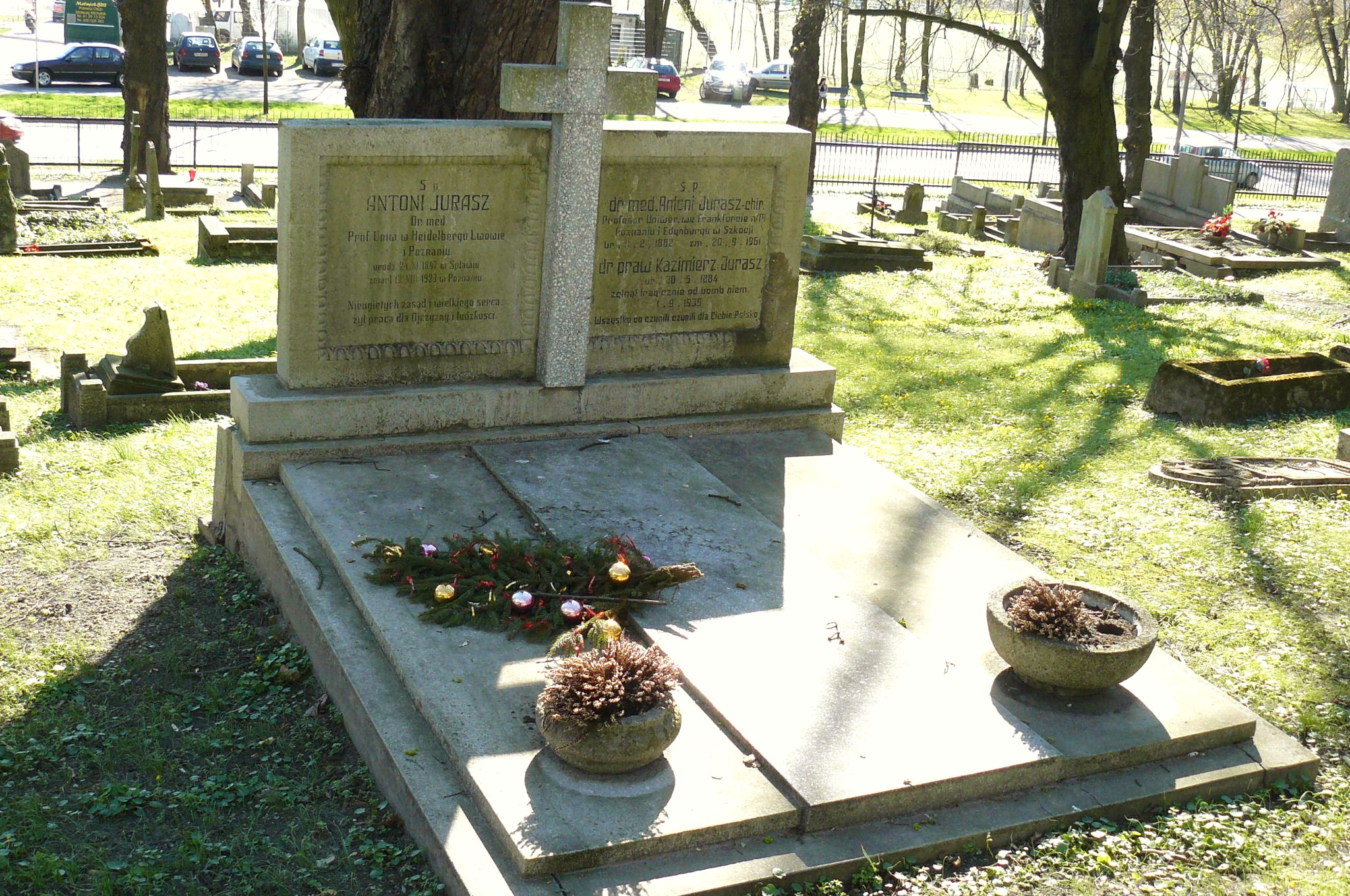
Grobowiec rodziny Juraszów

Antoni Tomasz Aleksander Jurasz (ur. 11 lutego 1882 w Heidelbergu, zm. 19 września 1961 w Nowym Jorku) – polski chirurg.

## Życiorys
Jego rodzicami byli: Karolina Gaspey, z pochodzenia Angielka i Antoni Jurasz. Po ukończeniu gimnazjum w Heidelbergu (1900) rozpoczął studia na Wydziale Lekarskim Uniwersytetu Ruprechta i Karola, w 1907 uzyskał tytuł doktora nauk medycznych. Początkowo stażował w Instytucie Patologii, pod kierunkiem Erwina Payra i Edmunda Lesera, a następnie w klinikach chirurgicznych i wewnętrznych w Heidelbergu, Londynie, Królewcu i Lipsku. Przez jakiś czas pracował jako lekarz okrętowy na statkach łączących Europę z Ameryką Północną, Afryką i Indiami, a następnie podczas wojny bałkańskiej w 1912 uczestniczył w działaniach niemieckiego Czerwonego Krzyża w Imperium Osmańskim. Po wybuchu I wojny światowej został skierowany do Frankfurtu nad Menem, gdzie powierzono mu stanowisko komendanta szpitala św. Marii. Równocześnie został naczelnym chirurgiem w V Korpusie Armii Niemieckiej. 27 grudnia 1919 poślubił Stanisławę Augustynowicz, córkę znanego malarza Aleksandra Augustynowicza (nie mieli dzieci). W tym samym roku został profesorem tytularnym na Uniwersytecie Johanna Wolfganga Goethego we Frankfurcie nad Menem. Rok później przeniósł się do Poznania, gdzie stanął na czele Katedry Chirurgii Uniwersytetu Poznańskiego i został mianowany profesorem zwyczajnym. W Wojsku Polskim został awansowany do stopnia kapitana pospolitego ruszenia w korpusie oficerów sanitarnych lekarzy ze starszeństwem z dniem 1 czerwca 1919. W 1923 zorganizował w poznańskim szpitalu Sióstr Miłosierdzia Klinikę Chirurgiczną, w latach 1925/1926 i 1926/1927 był dziekanem Wydziału Lekarskiego Uniwersytetu Poznańskiego, a w latach 1930/1931 był prorektorem uczelni. W tym czasie założył Polskie Towarzystwo Chirurgów i Ortopedów Polski Zachodniej, gdzie w latach 1927–1939 pełnił funkcję prezesa. W 1927 roku wspólnie z Maksymilianem Rutkowskim założył czasopismo „Chirurgia Kliniczna”, prowadził również dział chirurgiczny na łamach „Nowin Lekarskich”.
Podczas kampanii wrześniowej kierował szpitalem wojskowym, który m.in. niósł pomoc obrońcom Modlina, po kapitulacji twierdzy przedostał się do Francji, a po jej klęsce w czerwcu 1940 później do Wielkiej Brytanii. Przyczynił się do założenia Polskiego Wydziału Lekarskiego na Uniwersytecie w Edynburgu i był od 1941 do 1945 jego pierwszym dziekanem.
Po zakończeniu wojny stanął na czele Katedry Chirurgii oraz kierował Szpitalem Polskim im. Ignacego Paderewskiego. W 1946 przybył z wizytą do Polski, przywiózł zmotoryzowaną pracownię rentgenowską jako dar Polonii Amerykańskiej. Rok później wyemigrował do Stanów Zjednoczonych, zamieszkał w Margarethville w hrabstwie Delaware, gdzie prowadził praktykę lekarską i był konsultantem w zakresie chirurgii w St. Clare’s Hospital.
Zmarł po powrocie z Dublina, gdzie uczestniczył w Międzynarodowym Zjeździe Chirurgów. Początkowo spoczywał na cmentarzu w Margarethville, ale zgodnie z jego wolą 4 maja 1977 jego prochy spoczęły na cmentarzu parafii św. Wojciecha w Poznaniu na poznańskiej Cytadeli. Zgodnie z testamentem bogate instrumentarium chirurgiczne oraz bibliotekę i prawa do sześćdziesięciu prac naukowych zostało przekazane II Klinice Chirurgicznej Akademii Medycznej w Poznaniu.

## Członkostwo
- Towarzystwo Chirurgów Polskich – prezes
- Towarzystwo Chirurgów i Ortopedów Polski Zachodniej
- delegat Polski do Międzynarodowego Towarzystwa Chirurgicznego
- Francuska Akademia Chirurgiczna
- Królewskie Towarzystwo Medyczne w Londynie
- Brazylijska Akademia Medyczna – członek honorowy
- Towarzystwo Lekarskie w Paranie
- Towarzystwo Chirurgów Czechosłowackich
- Polski Czerwony Krzyż – prezes okręgu wielkopolskiego
- Towarzystwo Polsko-Jugosłowiańskie – wiceprezes
- Polska Akademia Umiejętności – członek korespondent[4]

## Ordery i odznaczenia
- Krzyż Komandorski Orderu Odrodzenia Polski (27 listopada 1929)[5]
- Krzyż Walecznych (dwukrotnie II Rzeczpospolita)
- Krzyż Walecznych (pośmiertnie w Polsce Ludowej)
- Złoty Krzyż Zasługi (11 listopada 1936)[6]
- Medal Dziesięciolecia Odzyskanej Niepodległości
- Brązowy Medal za Długoletnią Służbę
- Odznaka Honorowa Polskiego Czerwonego Krzyża I stopnia
- Wielki Oficer Orderu Świętego Sawy (Jugosławia)
- Krzyż Komandorski Orderu Świętego Sawy (Jugosławia)
- Krzyż Komandorski Orderu Nilu (Egipt)
- Oficer Orderu Medżydów (Imperium Osmańskie)
- Medal za Służbę w Sprawie Wolności (Wielka Brytania)[7]